# Daniel Steres
Daniel Steres (* 11. November 1990 in Burbank, Kalifornien) ist ein US-amerikanischer Fußballspieler, welcher derzeit bei dem MLS-Franchise Houston Dynamo unter Vertrag steht.

## Karriere
In seiner College-Zeit spielte für die San Diego Toreros. Für die Saison 2012 wurde er vom CD Chivas USA gedraftet. Im Februar 2012 flog er aber schon wieder aus dem Kader und wurde vereinslos, worauf er sich im April erst einmal Ventura County Fusion in der USL League Two anschloss. Hier war er bis Ende Juni aktiv und kam dann bei den Seattle Sounders unter. Hier war er jedoch nur in der Reserve League im Einsatz. Zum Jahreswechsel 2013 war für ihn dann auch hier wieder Schluss.
Im März 2013 hieß dann seine nächste Station Wilmington Hammerheads in der United Soccer League, für welche er ein komplettes Jahr aktiv sein sollte. Zum März 2014 ging es für ihn dann ablösefrei eine Liga höher, in die zweite Mannschaft von LA Galaxy, welche zu dieser Zeit in der USL Pro spielte. Seinen ersten Einsatz erhielt er hier auch gleich am 1. Spieltag bei einem 3:1-Sieg über den Orange County Blues FC, in welchem er über die vollen 90. Minuten auf dem Platz stand und in der 54. Minute per Kopf, das Tor zum Endstand erzielte. Ab hier war er in fast jedem Spiel der Mannschaft aktiv und wechselte ab Dezember 2015 fest in den Kader der ersten Mannschaft. Seinen ersten Einsatz in der MLS hatte er gleich am 1. Spieltag beim 4:1-Sieg über D.C. United. In welchem er ebenfalls vom Start weg spielte und in der 54. Minute auch das zwischenzeitliche 1:1 erzielte.

## Erfolge
- US Open Cup: 2023